# Manoir de Lempisaari
Le manoir de Lempisaari (finnois : Lempisaari) est un manoir situé à Naantali en Finlande.

## Géographie
Le manoir de Lempisaari est dans la partie méridionale de l'ancien comté d'Askainen.
Au moyen Âge, comme l'indique son nom, Lempisaari était une île, mais il a apparemment eu une connexion terrestre avec le continent depuis des centaines d'années.
La superficie des terres du manoir de Lempisaari est d'environ 400 hectares, dont 3/4 de forêts et rochers pour 1/4 de champs et prairies.
Le manoir est situé au centre de l'île sur une pente douce.

## Histoire
Au moyen Âge, l'île appartient au village de Lempinen, et le manoir ou le bâtiment qui se trouvait à cet endroit est la propriété de l'évêque de Turku.
Au XVIe siècle, lors de la réforme protestante, les biens de l'église catholique sont transférés à la Couronne, ainsi en advient-il de Lempisaari.
En 1577, Jean III en fait cadeau à sa fille illégitime Sofia Johansdotter Gyllenhielm qu'il a eue avec Katarina Hansdotter (sv).
Sofia épouse Pontus De la Gardie, un chef de guerre suédois né en France.
Cependant, Sofia et Pontus habitent principalement à Reval, et Lempisaari n'est pour eux qu'un logement parmi d'autres.
Leur fille Brita Pontusdotter De la Gardie épouse le trésorier suédois Jesper Mattsson Krus.
Ils habitent à Stockholm et à Lempisaari.
Pendant deux siècles, Lempisaari sera la propriété des descendants de Brita et Jesper, jusqu'en 1764 où Lempisaari est acheté par Herman Klaunpoika Fleming, le propriétaire du manoir de Louhisaari.
En 1767, Herman Fleming fait construire le manoir de Lempisaari qui reste habitable de nos jours.
Le bâtiment en pierre rappelle par son architecture le manoir de Louhisaari.
Sans certitude, on pense que l'architecte en est Christian Friedrich Schröder.
Le père de Herman Fleming était le chef de la ferronnerie de Teijo et le propriétaire du manoir de Louhisaari.
La première épouse de Herman Fleming est la fille du chancelier Fredrik Gyllenborg.
La vie brillante et dépensière de Herman soufrera de la crise économique de 1781.
En 1823, Lempisaari est acheté par Lars Gabriel von Haartman (fi), conseiller privé (fi) et vice président du département économique du sénat de Finlande.
Il est alors la personne la plus influente du Grand-duché de Finlande, un rang comparable à celui du premier ministre actuel.
Le manoir est resté depuis lors propriété de la famille von Haartman.
Le précédent propriétaire, décédé en 1998, Lars von Haartman (en), est un ornithologue connu dans le monde entier qui a étudié les oiseaux de Lempisaari pendant près d'une décennier.
Le propriétaire actuel est Jan Gunnar von Haartman.
En 2009, la direction des musées de Finlande a classé Lempisaari parmi les sites culturels construits d'intérêt national.
En 2009, Lempisaari est rattaché à Masku puis en 2011 à Naantali.

## Galerie

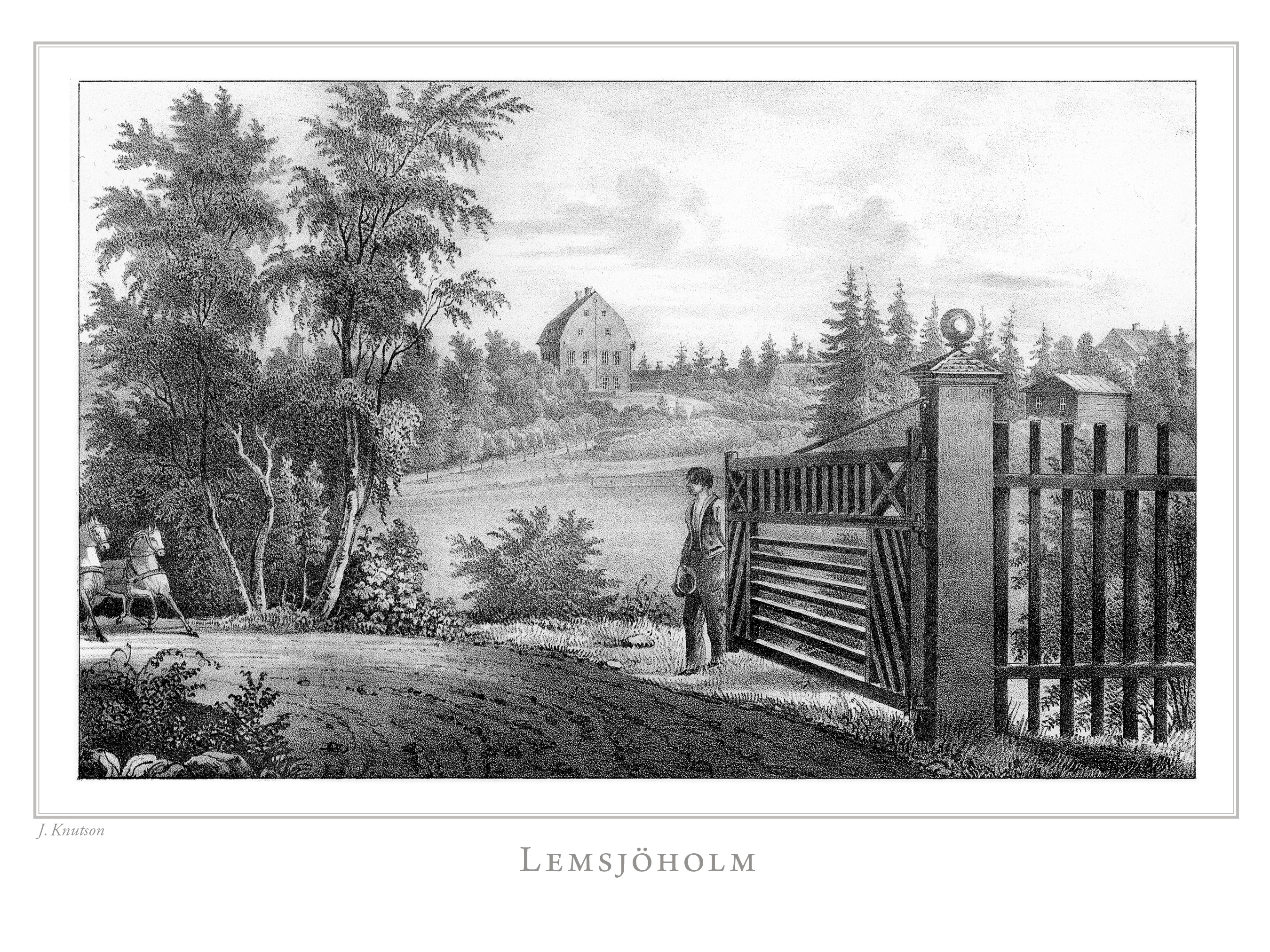
Finland framstäldt i teckningar 1845-1852
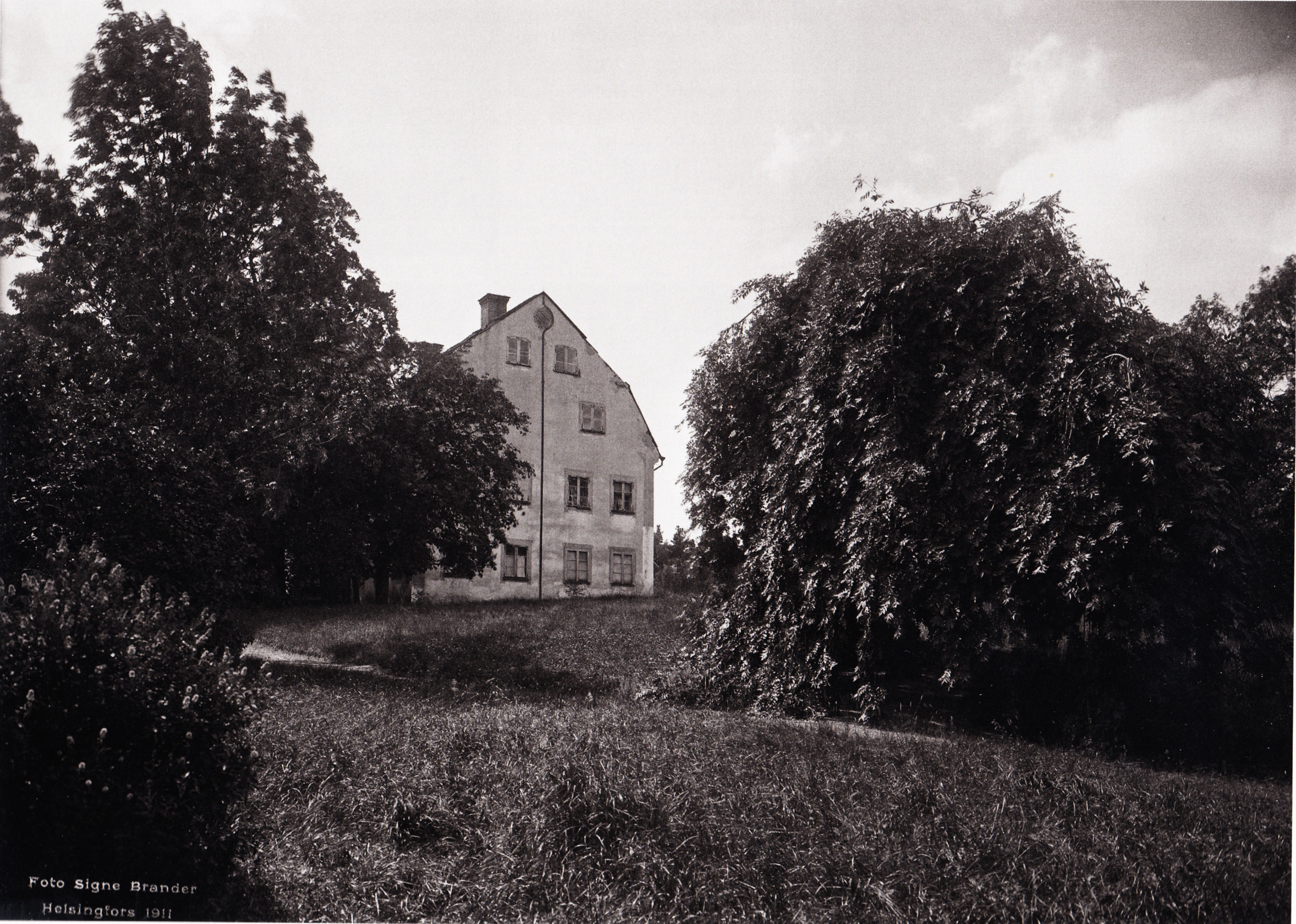
Le manoir en 1911.